# Персео Миранда
Персео Миранда (на италиански: Perseo Miranda) е музикален изпълнител, текстописец, автор на книги по астрология.

## Дискография
- „Perseo Miranda and his theatre“ (1980 – 1981)
- „I sayd I look away!“ (1981)
- „Light and darkness“ (2006)
- „Evolution of the spirit“ (2007)
- „Parallel dimensions“ (2008)
- „Praise my Day“ (2009)[1]
- „A silence that screams, in a broken dreams“ (2010)
- „A silence that screams“ (2010)[2]
- „Firmament“ (2011)
- „Theatre Metal – The Armed Poet“ (2012)
- „Theatre Metal“ (2012)

## Книги
- „Manuale di astrologia“ (2001)[3]
- „Gli astri dicono“ (2003)[4]